# Mechanical Animals
A Mechanical Animals a Marilyn Manson együttes 1998-ban megjelent albuma. Az album az ipari rock gyökerektől közelebb vitte a zenekart a mainstream heavy metalhoz, s visszahozta az 1970-es évek glam rockjának érzésvilágát, Gary Glittert és Ziggy Stardustot. A rideg indusztriális soundot egy kellemesebb, természetesebb, ugyanakkor még a korábbiaknál is skizofrénebb hangzás váltotta fel, a számok minden szempontból vidámabbak, emészthetőbbek és dallamorientáltabbak.

## Az album dalai
1. Great Big White World
2. The Dope Show
3. Mechanical Animals
4. Rock is Dead
5. Dissasociative
6. The Speed Of Pain
7. Posthuman
8. I Want to Disappear
9. I Don't Like Drugs ( But The Drugs Like Me)
10. New Model No.15
11. User Friendly
12. Fundamenthally Loathsome
13. The Last Day on Earth
14. Coma White
15. Untitled (Hidden Track)